# ایماگاوا یوشی‌تادا
ایماگاوا یوشی‌تادا (انگلیسی: Imagawa Yoshitada; ۲۶ فوریهٔ ۱۴۳۶ – ۱ مارس ۱۴۷۶) یک سامورایی اهل ژاپن، ششمین رهبر خاندان ایماگاوا و پدر ایماگاوا اوجیچیکا بود. یوشی‌تادا بیشتر عمر خود را صرف حمله به ولایت توتومی کرد.